# 9e corps d'armée (Empire allemand)
Le 9e corps d'armée est une grande unité de l'armée prussienne de 1866 à 1919.

## Histoire

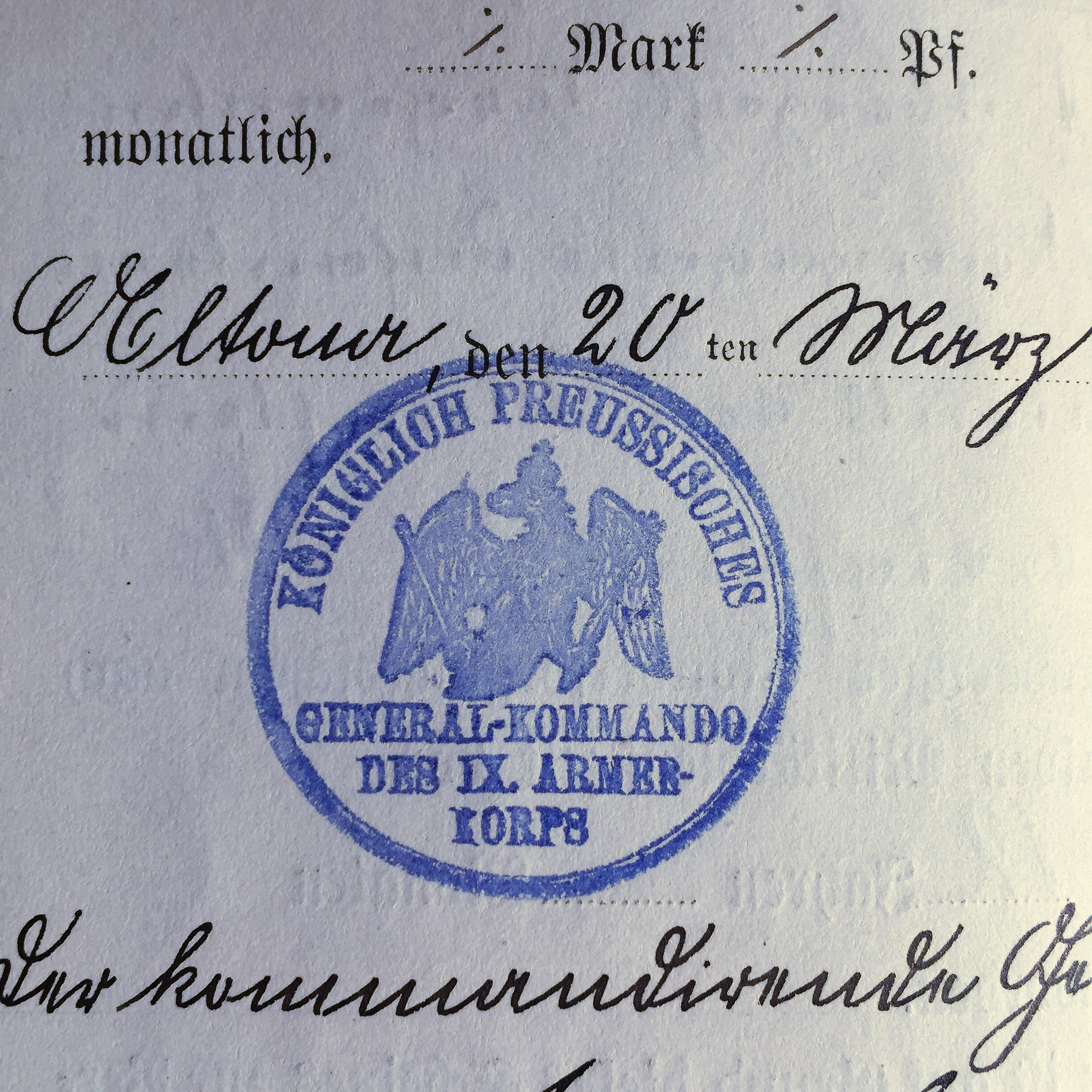
Sceau officiel du commandement général

Le corps d'armée est créé le 11 octobre 1866 à partir du commandement supérieur qui existait déjà auparavant dans les duchés de l'Elbe (de) ou du gouvernorat de Schleswig. Le commandement général se trouve d'abord à Schleswig, puis, à partir de 1871, du côté de l'Elbe, sur la Palmaille (de) à Altona. Jusqu'au début de la Première Guerre mondiale, il dépend de la 3e inspection de l'armée.

### Guerre franco-allemande

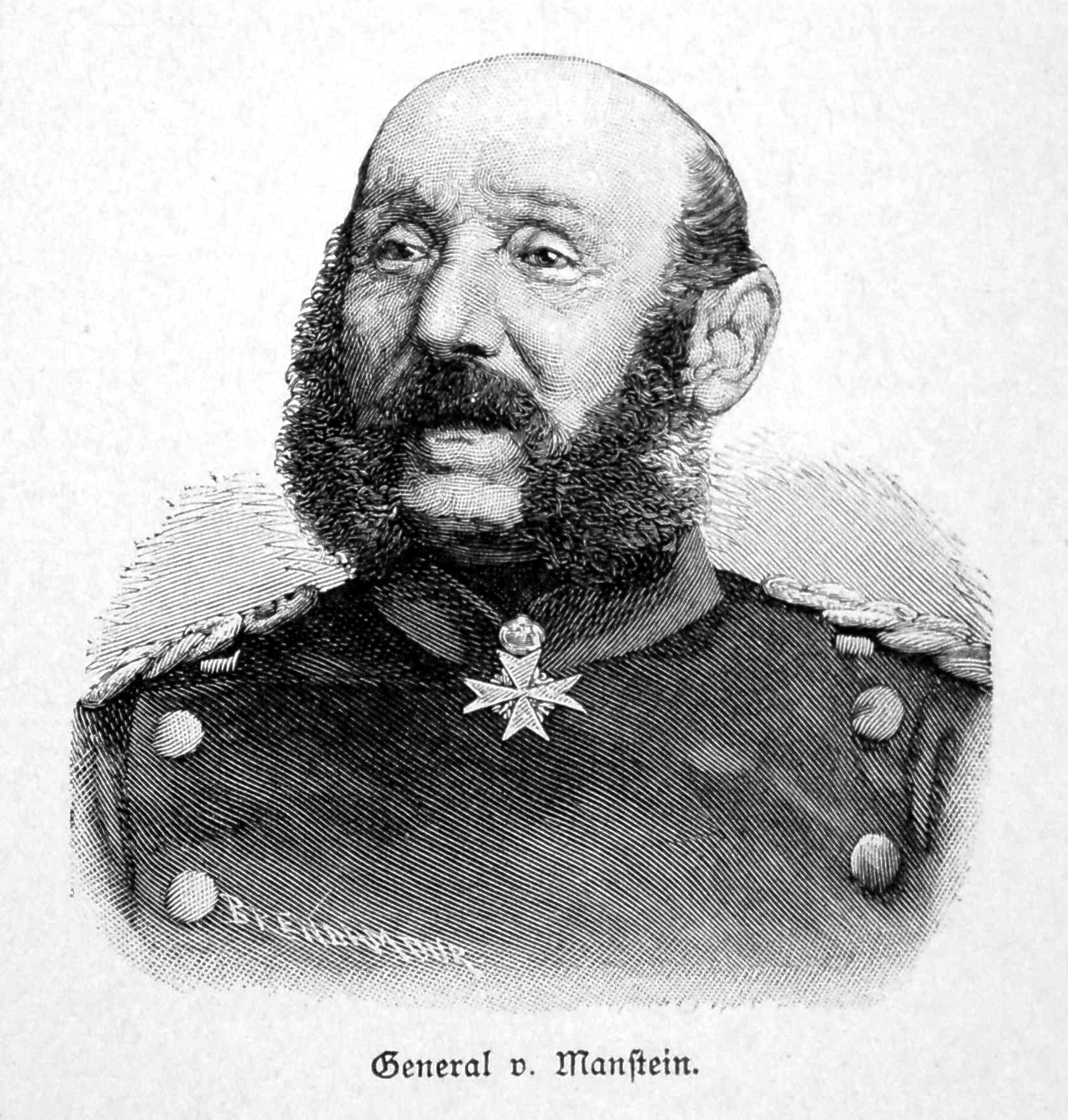
Général Gustav von Manstein

Lors de la guerre franco-allemande de 1870, le 9e corps est placé sous les ordres du général commandant von Manstein, le major Bronsart von Schellendorf faisant office de chef d'état-major général. Le corps forme avec le 12e corps saxon une unité de combat. Il constitue la réserve dans la région de Mayence. La 17e division est retirée du corps et affectée à la protection des côtes dans la région de Hambourg. Elle est remplacée pour la durée de la guerre par la 25e division du Grand-Duché de Hesse sous les ordres du prince Louis de Hesse, qui se déploie dans la région de Worms jusqu'au 25 juillet. La 18e division sous les ordres du général von Wrangel se déploie jusqu'au 2 août près de Mayence. Le déroulement de la guerre s'étant avéré fructueux au cours de la première semaine, le 9e corps est libéré pour l'engagement dans la guerre et rejoint en renfort la 2e armée du prince Frédéric-Charles de Prusse opérant dans la région de Metz. Le chef d'état-major prussien von Moltke tente d'amener l'armée française du Rhin, sous les ordres du maréchal Bazaine, à laisser ses troupes sur la rive est de la Moselle afin de pouvoir l'encercler et la couper à l'ouest avec la 3e armée allemande.
Le 14 août, le 9e corps intervient avec la 18e division dans la phase finale de la bataille de Colombey. Depuis le sud, la 1re division de cavalerie allemande sous le commandement du général von Hartmann (de) s'est déjà avancée vers le village de Mercy le Haut. Le 9e corps d'armée, qui suit, est en train d'attaquer. Le 2e corps d'armée occupe Peltre et progresse vers le flanc droit de la position française. Le corps de la garde française évacue ensuite le village de Grigy, situé sur la rive est, et abandonne la forêt de Borny. Bazaine renonce cependant à son plan initial d'abandonner complètement la rive droite de la Moselle et s'y laisse lier - en s'appuyant sur la forteresse de Metz - par les troupes de la 1re armée allemande.
Le 15 août, la 2e armée franchit la Moselle sur un large front au sud de Metz et commence l'opération. Bazaine doit être lié à l'est, coupé de ses liaisons arrière par un encerclement à grande échelle des 2e et 3e armées allemandes. Le 3e corps, qui l'a précédé, atteint de nuit la Moselle à Corny et traverse la rivière à Pagny. Le 9e corps s'est arrêté derrière à Verny, le 10e corps s'est avancé vers Pagny. Le 2e corps se dirige vers l'ouest en tant qu'avant-garde à Pont-à-Mousson. Le corps de la Garde allemand se dirige vers le sud à Dieulouard et le 4e corps traverse la rivière en amont à Custine.

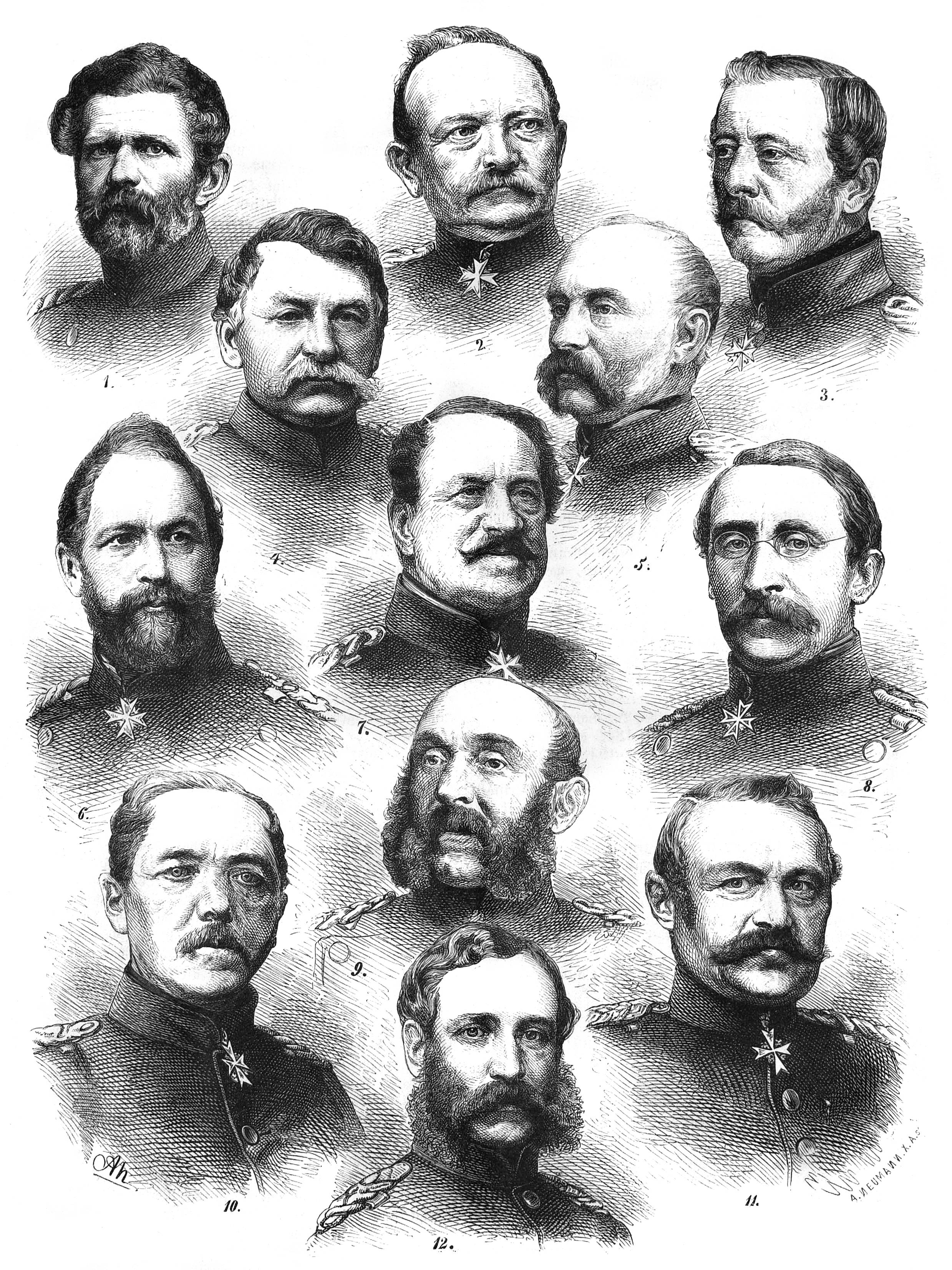
Les généraux commandant les corps d'armée allemands pendant la guerre de 1870 : I. Edwin Freiherr v. Manteuffel. - II. Eduard Friedrich v. Fransecky. - III. Constantin v. Alvensleben. IV. Gustave v. Alvensleben. - V. Hugo Ewald v. Kirchbach. - VI : Wilhelm v. Tümpling. - VII Heinrich Adolph v. Zastrow. - VIII. August v. Goeben. - IX. Gustav v. Manstein. - X. Constantin Bernhard v. Voigts-Rhetz. - XI. Julius v. Bose. - XII. Le prince héritier Albert de Saxe

Le 16 août, les troupes de la 3e armée allemande, qui forme le bras d'encerclement le plus extrême, sont encore loin derrière. Ce jour-là, le 9e corps doit avancer jusqu'à Sillegny sur la Seille, puis suivre le 3e corps en avance jusqu'à Gorze. Le 16 août, la 25e division s'engage encore le soir dans la bataille de Vionville, du côté est du bois d'Ognon, les Hessois rencontrent les positions des gardes français. Le 18 août, le 9e corps progresse vers Flavigny et engage le combat à Vernéville. Au centre de la bataille de Gravelotte, le 9e corps lance l'attaque au centre. Peu avant midi, la 18e division, venant de Caulre, se dirige vers Verneville et l'occupe sans combat. L'artillerie prend position et se bat en duel avec l'artillerie française en bonne position. Ensuite, de violents combats se déroulent autour des fermes de Champenois, L'Envie et la Folie. Seules les deux premières peuvent être prises par les troupes prussiennes vers 17 heures, la Folie restant aux mains des Français. L'artillerie du corps d'armée et surtout le 36e régiment de chasseurs à pied de l'armée de l'air ont été très efficaces. La 25e brigade d'infanterie sous le commandement du Generalmajor von Below subit de lourdes pertes. Partant au nord d'Arnoux la Grange, la 25e division hessoise se lance à l'attaque de la crête au nord du bois de la Cusse. Tandis que la 50e brigade d'infanterie du colonel von Lyncker pénètre dans le bosquet du Bois de la Cusse, la 49e brigade d'infanterie du Generalmajor von Wittich s'avance vers les troupes françaises au nord, entre Habonville et le bois vers l'est. Entre 15 heures et 16 heures, après un combat acharné autour de la ferme de Champenoy et de Chantrenne, on franchit la ligne de chemin de fer vers Amanvillers. En même temps que les premiers coups de canon au centre, le 8e corps d'armée, positionné plus au sud, se met en marche. Le 2e corps d'armée de la 1re armée allemande se met en mouvement vers l'est au nord de la chaussée Rezonville - Gravelotte. Lorsque le corps de la Garde rejoint Saint-Privat à l'aile nord après 18 heures, on essaie encore une fois, mais en vain, d'arracher la localité bien retranchée d'Amanvillers au 4e corps français du général Ladmirault. Le maréchal Bazaine, voyant toute sa position menacée par le recul de son flanc droit à Gravelotte, évacue le champ de bataille et laissa son armée se replier sur Metz. Le 19 août, la 2e armée campe dans les positions atteintes : le 9e corps occupe les fermes de Leipzig et de La Folie, la garde prussienne, plus au nord, campe maintenant à Amanvillers et au château de Montigny. Sept corps et la 3e division de réserve (von Kummer) encerclent l'armée de Bazaine qui s'est repliée sur la forteresse, le 9e corps est chargé de couvrir le secteur nord-ouest à Pierrevillers et Montois la Montagne, le 10e corps le suit jusqu'à la Moselle. Le 2e corps d'armée y est rattaché.
Le 28 octobre, la 2e armée est libérée après la reddition de Bazaine et se déplace vers la Loire pour affronter une armée française nouvellement formée à Orléans. Le 10 novembre, l'armée de Frédéric-Charles avec les 2e, 3e, 9e et 10e corps atteint la ligne de Troyes. Le corps franchit la ligne de Troyes à Chaumont. Le 14 novembre, le 9e corps atteint Fontainebleau avec la 1re division de cavalerie qui lui est attribuée et poursuit sa marche sur Angerville. Le 20 novembre, la 2e armée atteint la ligne Pithiviers (3e), Montargis (10e), le 9e corps se trouve à Angerville. Le prince fait passer les 3e et 9e corps en revue. Le 3e corps se regroupe à peu près à la hauteur de Toury et ordonne au détachement du grand-duc de Mecklembourg de se diriger vers Tours via Le Mans pour couper les liaisons arrière de l'armée française de la Loire. L'après-midi du 3 décembre, pendant la bataille d'Orléans, le 9e corps peut occuper Artenay après un long combat d'artillerie. Le général von Manstein avance au centre avec la 18e division sur Vilchat via Pambron, tandis qu'à gauche le 3e corps sous les ordres du général von Alvensleben, avec la 6e division de cavalerie, assure la sécurité contre le 18e corps français vers la forêt d'Orléans. À la tombée de la nuit, le général von Manstein ne s'attend plus à ce que la prise d'Orléans soit encore possible ce jour-là. Ce n'est que le 4 décembre, après le retrait français, qu'il perce les fortifications de Gidy et de Cercottes. Après l'entrée dans Orléans, le général commandant le corps d'armée, le général von Manstein, procède à l'entrée des éléments de troupes classés selon leur ancienneté. Cette cérémonie s'est déroulée à l'endroit le plus symbolique de la ville, la place du Matroy, sous la statue équestre de la Pucelle d'Orléans. Le 10 décembre, la 25e division du corps d'armée se trouve sur la rive gauche de la Loire pour soutenir le grand-duc de Mecklembourg lors de la bataille de Beaugency et poursuit jusqu'au sud de Blois.
Fin décembre 1870, 150 000 soldats français se rassemblent à nouveau au Mans. Mais avant que la réorganisation ne soit achevée, les Prussiens planifient à partir du 1er janvier 1871 leur avance sur Le Mans afin de pouvoir également anéantir la 2e armée sur la Loire. L'armée de la Loire est anéantie. À cet effet, les 3e, 9e, 10e et 13e corps sont rassemblés jusqu'au 6 janvier dans et autour de Vendôme. Le 9e corps se dirige d'Orléans vers Morée. Il participe à la bataille finale du Mans entre le 12 et le 15 janvier 1871. Au centre se trouvent les 3e et 9e corps, à droite le 13e et à gauche le 10e. Le 2e corps est placé à droite. Manstein se bat pour les hauteurs d'Auvours, le général von Alvensleben pour Landiere et La Terte. L'armée de la Loire du général Chanzy est entièrement battue.

### Multiplication des armées en 1897
Comme les (demi-)bataillons du 4e régiment d'infanterie, créés en 1893, n'avaient pas fait leurs preuves, une proposition de modification de la structure de l'armée présentée par le gouvernement impérial est adoptée en août 1896 :
Dans chaque corps d'armée, une nouvelle brigade d'infanterie doit être mise sur pied le 1er avril 1897. Ses deux régiments sont formés à partir des anciens demi-bataillons. Pour le 9e corps d'armée, la 81e brigade d'infanterie (de) est créée à Lübeck au sein de la 17e division, composée du 162e régiment d'infanterie (de) à Lübeck et du 163e régiment d'infanterie (de) à Neumünster.

### Première Guerre mondiale

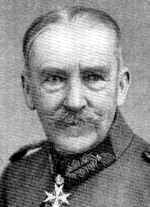
Ferdinand von Quast

Au début de la Première Guerre mondiale, le 9e corps d'armée est placé sous les ordres du lieutenant-général von Quast et dépend de la 1re armée sur le front occidental. Le chef d'état-major général est l'Oberstleutnant von Sydow, la 17e division est dirigée par le Generalleutnant von Bauer et la 18e division par le Generalleutnant von Kluge (de). Après avoir traversé la Belgique, la 1re armée sous le commandement du colonel général von Kluck rencontre le Corps expéditionnaire britannique du général French lors de la bataille de Mons le 23 août 1914. Le général Quast charge la 18e division d'occuper les points de passage sur le Canal du Centre à Nimy et Obourg. De violents combats se déroulent sur les points de passage, que les assaillants réussissent à remporter. Nimy est prise d'assaut vers 16 heures. La ville de Mons, située au sud, peut être occupée peu après sans combat. Les troupes britanniques qui résistent au sud-est et à l'est de la ville sont repoussées vers le sud-ouest vers le soir, en même temps que la 17e division qui a traversé la Manche plus à l'est.
Le 5 septembre, la 1re armée franchit la Marne avec trois corps d'armée lors de la poursuite. Le soir, le 9e corps atteint la ligne Neuvy-Esternay. En face, les forces britanniques se sont déjà repliées vers le Grand Morin. Dans la matinée du 6 septembre, le général Quast, dont le corps d'armée forme l'aile gauche de Kluck, est informé par le 7e corps d'armée voisin que la 2e armée, également attaquée, n'a pas continué à avancer vers le sud en passant par Montmirail et que le 10e corps de réserve n'est pas encore arrivé fortement attaqué par les Français à Charleville. Le soir, les 3e et 9e corps se trouvent donc à l'écart. Le 5e corps est complètement isolé et s'est avancé le plus loin vers le sud au Petit Morin. Au nord de la Marne, le 4e corps de réserve, laissé en arrière pour assurer le flanc, est remplacé par le 3e corps d'armée. En ce 6 septembre décisif, le corps de réserve est violemment attaqué par de nouvelles forces françaises à Etrépilly. Le colonel-général Kluck, soucieux du flanc droit de l'armée, a ce jour-là, en plus des renforts déjà partis la veille, également ordonné le détachement des 3e et 9e corps d'armée. Il a également ordonné le détachement du 3e corps d'armée au Petit Morin et envoyé ces formations vers l'Ourcq. Ce faisant, le flanc droit est toutefois exposé par négligence et une grande brèche est ouverte dans le front de la 2e armée qui suit. Jusqu'au soir du 8 septembre, le gros du 9e corps d'armée atteint, après une longue marche d'approche, l'aile droite de la 1re armée sur la ligne Mareuil-La Ferté-Milon. Le 9 au matin, le corps d'armée est prêt à repousser l'aile gauche de Maunoury sur la ligne Gondreville-Antilly. À 9 heures du matin, le village d'Ormoy le Davien est occupé et l'attaque contre Vargny lancée. Grâce à l'intervention supplémentaire de la 43e brigade de réserve sous le commandement du major général Lepel, qui arrive du nord, l'encerclement prévu des Français par Nanteuil-le-Haudouin est prometteur. À la suite de la pénétration des troupes de l'Entente dans la brèche de Château-Thierry et à l'ordre général de repli donné à la 1re armée, le 9e corps doit également cesser le combat et se replier sur l'Aisne via Villers-Cotterêts. Le 12 septembre 1914, le 9e corps forme l'aile droite extrême de la nouvelle position défensive de la 1re armée. La 17e division est prête à se défendre sur les hauteurs d'Attichy - Bitry, la 18e division dans la région d'Autrêches et dans la région au nord de celle-ci. Le 16 septembre, le 4e corps français commence une attaque contre Ribecq. À cette occasion, la couture entre le 9e corps allemand et le 9e corps de réserve est rompue et un coin de 3 kilomètres de profondeur est ouvert dans le front allemand. Le 9e corps tient ensuite une ligne de front quelque peu encaissée au nord de la forêt d'Aigle, sur les hauteurs de Torcy - Carlepont jusqu'à Nampcel.
Pendant la bataille de la Somme, le groupe « Quast » (commandement général du 9e corps d'armée) est intercalé à partir du 9 juillet 1916 pour protéger la ville menacée de Péronne sur l'aile nord du 17e corps d'armée, sur la ligne menacée Biaches-Barleux. La division Frentz, harcelée par les Français, est remplacée par la 17e division. Au sud de la Somme, les Français peuvent atteindre la ligne Clery-Biaches-Barleux en luttant avec le groupe « Quast » jusqu'au 19 juillet et se trouvent tout près de Péronne. Fin juillet, la 16e division, la division Liebert, la 1re division de réserve de la Garde, la 4e division de la Garde et la 28e division sont envoyées en renfort. En septembre 1916, la nouvelle ligne de défense du groupe « Quast » et du groupe « Kathen », ajouté à la mi-septembre, s'étend de Barleux via Fresnes - en passant à l'est de Vermandovillers jusqu'au bord ouest de Chaulnes.
Entre le 12 avril et le 6 octobre 1917, le commandement du corps d'armée est appelé groupe « Cambrai ». Après sa relève et son transfert, le commandement général est désigné comme groupe « Saint-Quentin » entre le 10 octobre 1917 et le 5 avril 1918.
Lors de l'opération Michael, à partir du 21 mars 1918, le groupe « Oettinger » a sous ses ordres, dans le cadre de la 18e armée, la 50e et la 231e division d'infanterie (de) ainsi que la 54e division de réserve. À gauche du 3e corps d'armée, le 9e corps d'armée avance des deux côtés de la route Saint-Quentin - Ham avec la 50e division d'infanterie, la 45e division de réserve et la 5e division de la garde. Le corps mène des combats lors du passage de la Somme et du canal Crozat entre Saint-Christ et Tergnier. Du 25 au 31 mars, le Corps pénètre sur Montdidier via Noyon. Le 9 juin, le corps d'armée participe à la bataille à l'ouest de Noyon dans le cadre de l'« attaque Gneisenau », la 222e division d'infanterie, engagée à gauche, soutenant le 17e corps d'armée qui attaque plus à l'est contre les positions du 35e corps français. Après deux mois de guerre de position, le corps, auquel sont subordonnées les 2e et 11e divisions d'infanterie, doit abandonner l'avancée du front à l'ouest à Montdidier en raison des attaques de la 3e armée française (général Humbert) en direction d'Assainvillers et Orvillers (10 août) et se replier sur Roye jusqu'à la fin août.

## Structure
Ordre de bataille du corps en 1914:
- 17e division d'infanterie à Schwerin
- 18e division d'infanterie à Flensbourg
- 9e bataillon de chasseurs à pied (de) à Ratzebourg
- 20e régiment d'artillerie à pied à Altona
- 9e bataillon du génie holsteinois à Harbourg
- 9e bataillon du train holsteinois à Rendsburg

## Commandement général
Le commandement général, en tant qu'autorité de commandement du corps d'armée, était placé sous la direction du général commandant.
| Grade                                   | Nom                                | Date                                |
| --------------------------------------- | ---------------------------------- | ----------------------------------- |
| General der Kavallerie                  | Edwin von Manteuffel               | 30 octobre 1866 - 25 janvier 1867   |
| General der Infanterie                  | Gustav von Manstein                | 26 janvier 1867 - 23 septembre 1873 |
| General der Infanterie                  | Hermann von Tresckow               | 23 septembre 1873 - 1er août 1888   |
| General der Infanterie                  | Paul von Leszczynski               | 2 août 1888 - 1er février 1891      |
| General der Kavallerie                  | Alfred von Waldersee               | 2 février 1891 - 4 avril 1898       |
| General der Kavallerie                  | Robert von Massow                  | 5 avril 1898 - 28 octobre 1903      |
| Generalleutnant/ General der Infanterie | Friedrich von Bock und Polach (de) | 29 octobre 1903 - 20 mai 1907       |
| General der Kavallerie                  | Hermann von Vietinghoff            | 21 mai 1907 - 11 avril 1910         |
| General der Infanterie                  | Karl von Plettenberg               | 12 avril 1910 - 28 février 1913     |
| Generalleutnant                         | Ferdinand von Quast                | du 1er au 21 mars 1913              |
| Generalleutnant/ General der Infanterie | Ferdinand von Quast                | 22 mars 1913 - 23 janvier 1917      |
| Generalleutnant                         | Horst von Oetinger                 | 24 janvier 1917 - 24 novembre 1918  |
| Generalleutnant                         | Horst von Oetinger                 | 25 novembre 1918 - 2 février 1919   |

## Commandement général adjoint
| Grade                                  | Nom                       | Date                           |
| -------------------------------------- | ------------------------- | ------------------------------ |
| Generalleutnant/General der Infanterie | August von Etzel (de)     | 18 juillet 1870 - 19 mai 1871  |
| General der Artillerie                 | Maximilian von Roehl (de) | 2 août 1914 - 1er juin 1916    |
| General der Infanterie                 | Adalbert von Falk         | 2 juin 1916 - 24 novembre 1918 |

Afin de maîtriser les mutineries de Kiel, le chef de la station navale de la mer Baltique (de) et du gouvernement de Kiel, l'amiral Souchon, s'adresse le 3 novembre 1918 non pas au commandant militaire en chef dans son territoire d'origine, mais directement au commandement général adjoint de la zone de corps d'armée adjacente à Altona. Le général commandant charge alors le commandement des troupes au lieutenant général Wright (de), afin de rassembler sous un ordre unique toutes les forces d'infanterie disponibles des bataillons de réserve placés sous ses ordres et de les transporter la nuit même à Kiel, et fait préparer des trains à Lübeck et Neumünster pour leur transport. Wright alerte les bataillons de réserve du 162e et du régiment de réserve de Schleswig du 84e (de) stationné à Lübeck, ainsi que le 163e à Neumünster. Cependant, comme il dans la nuit les troubles ont été réprimés à Kiel, les mesures mises en place sont annulées avant minuit.
Mais dès le lendemain matin, les troubles reprennent et à 10 heures, Souchon demande au chef de l'état-major adjoint du corps d'armée l'aide de troupes de Rendsburg (85e régiment d'infanterie (de)) et de Lübeck. Celui-ci nomme Wright par téléphone à 11 heures comme commandant de tous les bataillons de réserve à mettre en marche vers Kiel.
Le plan de Wright est de rassembler au sud de Kiel toutes les troupes d'intervention qui arrivent du secteur du corps d'armée et d'entrer dans Kiel avec une force unifiée. Son plan se base non seulement sur son « expérience de l'histoire de la guerre », mais aussi sur l'étude de l'état-major général de 1908 sur le « combat dans les villes insurgées », distribuée jusqu'aux états-majors des brigades.
Souchon refuse cependant le plan et par conséquent le commandement. Il est exclu qu'un commandant de troupes de l'armée de terre sur le territoire du port de guerre naval de Kiel dirige le commandement. Il prend contact avec le commandant militaire à Altona et réussit à s'entendre avec lui, en faisant largement valoir sa réputation personnelle et sa position d'intermédiaire. Le midi même, Wright est relevé de son commandement par un appel du commandement général et les troupes d'intervention placées sous le commandement direct de Souchon. Le concept tactique de ce dernier consiste à créer une rédemption à l'intérieur de la zone fortifiée à l'aide des dernières formations qui lui sont encore dévouées et des troupes d'armée qui leur sont amenées.
Sa tactique s'avère cependant inefficace dès le départ. Contrairement aux contre-propositions insistantes du commandant de l'armée qu'il a désavoué, le commandement de la station fait entrer tous les trains spéciaux, occupés par des troupes d'intervention, dans la gare centrale de la ville dominée par les émeutiers. La foule, d'humeur révolutionnaire, prend les transports qui entrent par surprise.